# Травматология

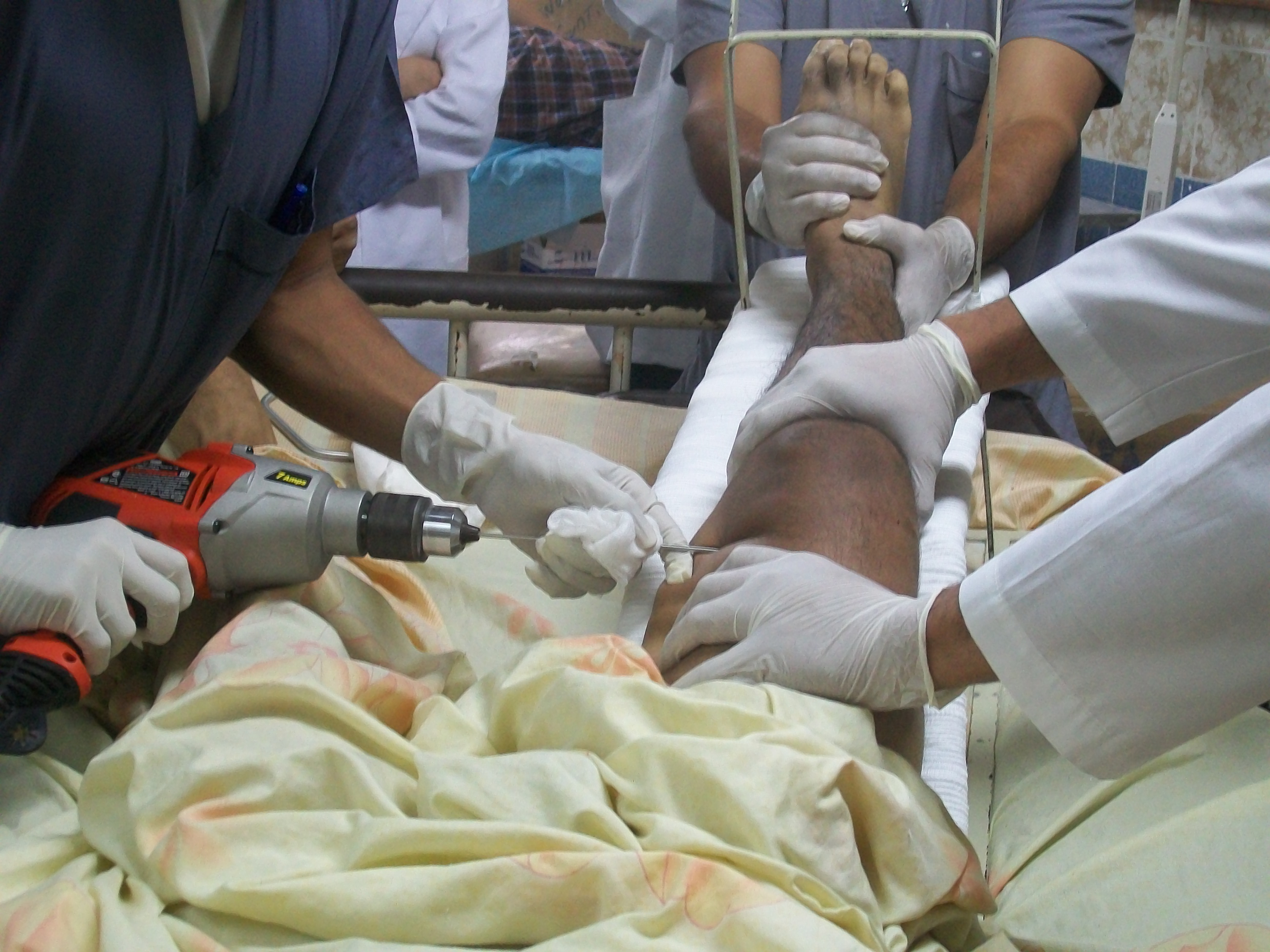
Травматология

Травматоло́гия (от греч. τραῦμα — рана, увечье + λόγος — учение) — раздел медицины, изучающий воздействие на организм человека различных травмирующих воздействий, последствия травм, методы их лечения. На другом полюсе дифференциальной диагностики находится ревматология. Травматология также находится в тесном сотрудничестве с ортопедией, с нейрохирургией (травматические и посттравматические состояния нервной системы), с септической (столбняк, сепсис, остеомиелит, флегмоны), гнойной и ожоговой хирургией (эндогенные и экзогенные ожоги), со спортивной медициной, с сосудистой хирургией и флебологией, с учением об инфекционных болезнях (туберкулёз и сифилис костно-мышечной системы) и токсикологией (токсические артропатии), а также с гематологией (гемаартрозы, автопереломы, патологические переломы), онкологией, биофизикой, биокибернетикой и военной медициной.

## История и развитие
В прошлом травматология была огромной по своему размеру дисциплиной, охватывавшей все повреждения человеческого организма, возникающие в результате воздействия внешних факторов. С развитием медицинской науки из травматологии стали постепенно выделяться более узкие дисциплины, и теперь многие повреждения внутренних органов рассматриваются в соответствующих разделах хирургии. В настоящее время в травматологии рассматриваются последствия механического воздействия на ткани и органы. Методы лечения повреждений костей в травматологии во многом идентичны методам лечения в ортопедии, поэтому в настоящее время данная специальность называется «травматология и ортопедия».

## Изучаемые вопросы
Рассмотрим основные группы повреждений, изучением которых занимается современная травматология.

### Переломы
Перелом кости — полное или частичное нарушение целостности кости в результате механического воздействия.

### Вывихи
Вывих — нарушение конгруэнтности суставных поверхностей костей, как с нарушением целостности суставной капсулы, так и без нарушения, под действием механической силы (травмы) либо деструктивных процессов в суставе (артрозов, артритов).

### Сотрясения
Сотрясение (лат. commotio) — это механическое воздействие на ткани, приводящее к нарушению их функционального состояния без явных анатомических нарушений.

### Растяжения и разрывы
Представляет растяжение связочного аппарата сустава или разрыв и отрыв связок от мест крепления. Также возможны отрывы сухожилий мышц и непосредственные разрывы мышечной ткани.

### Синдром длительного сдавления
Представляет собой своеобразное патологическое состояние мягких тканей после длительного, 2—4 часа и более, сдавления. Характерной особенностью является то, что после устранения давящего объекта в кровь массивно поступают токсические продукты распада тканей, что и обусловливает тяжесть состояния и клинические проявления.

### Ушибы и ссадины
Ушиб (лат. contusio) — закрытое повреждение тканей и органов без существенного нарушения их структуры. Чаще повреждаются поверхностно расположенные ткани (кожа, подкожная клетчатка, мышцы и надкостница). Особенно страдают при сильном ударе мягкие ткани, придавливаемые в момент травмы к костям.

### Раны
Рана (лат. vulnus, eris n.) — нарушение анатомической целостности покровных или внутренних тканей на всю их толщину, а иногда также и внутренних органов, вызванное механическим воздействием. Отличительные признаки: боль, кровотечение, зияние.

## Основные методы лечения
Методы лечения, применяемые в травматологии, можно условно разделить на 2 группы — терапевтические и хирургические.

### Терапевтические
К терапевтическим методам относятся различные повязки и методы иммобилизации повреждённого участка.

### Хирургические
К хирургическим относятся первичная и вторичная хирургическая обработка раны.